# Коммунистическая партия Крыма
Коммунисти́ческая па́ртия Крыма (КПК) (укр. Комуністична партія Криму) — коммунистическая партия, действовавшая в Крыму. Основана в 1993 году на базе «Союза Коммунистов Крыма» (укр. Союз Комуністів Криму), в 1997 году партия вошла в структуру Коммунистической партии Украины.
Лидером Компартии Крыма являлся Леонид Грач. Численность партии насчитывала 57 тысяч человек. Печатный орган — газета «Коммунист Крыма».

## История
После распада СССР и запрета КПУ (КПСС) в 1991 году бывший первый секретарь Крымского республиканского комитета Коммунистической партии Украины Леонид Иванович Грач приступил к созданию коммунистической организации на полуострове. Помощниками Леонида Грача в создании компартии Крыма выступили Сергей Воробьев и Юрий Аксютин.
Летом 1992 года была зарегистрирована первая и единственная на тот момент на Украине марксистско-ленинская партия «Союз коммунистов Крыма», лидером которой стал Леонид Грач. В новую партию вошли 14 городских и районных организаций полуострова, насчитывающее 10 тысяч членов. Христианско-демократическая партия Украины заявила, что признание «Союза Коммунистов» считает значительной уступкой силам реакции и началом реанимации старого режима. ХДПУ также объявила о начале борьбы с коммунистами, которые препятствуют развитию независимой демократической Украины.
18 января 1993 года «Союз коммунистов» принял участие в митинге за переход Севастополя под юрисдикцию России и проведение досрочных выборов во все органы власти местного уровня. 19 июня 1993 года «Союз коммунистов Крыма» участвовал в первом съезде Коммунистической партии Украины в Донецке, и вошёл в её состав. 26 и 27 марта 1993 года Союз коммунистов Крыма участвовал в XXIX съезде КПСС, где было принято решение о преобразовании партии в СКП—КПСС.
В октябре 1993 году Союз Коммунистов Крыма был переименован и зарегистрирован в Министерстве юстиции Крыма как «Коммунистическая партия Крыма», став одной из первых зарегистрированных партий в Крыму. Также в этом году Компартия Крыма вошла в состав Коммунистической партии Украины как коллективный член. Республиканский комитет КПК объявил о перерегистрации бывших членов КПСС до 1 сентября 1993 года.
Во время событий сентября — октября 1993 года в Москве Коммунистическая партия Крыма поддержала Верховный совет России и Съезд народных депутатов России.
В первом туре президентских выборов Республики Крым лидер КПК Леонид Грач занял третье место, набрав 12,80 % голосов. Целью баллотирования на должность президента было её упразднение. Во втором туре выборов Грач поддержал Юрия Мешкова, который в итоге одержал победу в президентской кампании. В ноябре 1994 года лидер КПК выступил за возвращение Крыма на конституционное поле Украины. Свою позицию он обосновал так: «Крым — это символ государственности России, и пока Крым находится в составе Украины, он (Крым) удерживает Украину у берегов России».
В Верховном Совете Крыма второго созыва компартия была представлена двумя депутатами — Леонидом Грачом и Анатолием Лазаревым. Компартия Крыма была оппозиционной по отношению к политике Президента Крыма Мешкова и председателя Верховного Совета Крыма Сергея Цекова. В марте 1995 года коммунисты проголосовали за упразднение Конституции Республики Крым и поста президента Крыма. Однако в январе 1996 года на совместной пресс-конференции Грача с Мешковым, Леонид Иванович заявил, что будет бороться за восстановление незаконно упраздненных Украиной полномочий Президента Крыма Мешкова.
В начале 1996 года КПК выступила с инициативой проведения всеукраинского референдума по вопросу закрепления в новой Конституции Украины государственных символов: флага Украинской ССР, герба с серпом и молотом, нового текста и музыки гимна Украины, а также статуса русского языка наряду с украинским как государственного и вхождение Украины в состав обновленного СССР. Также в этом году партия протестовала против указа президента Украины Леонида Кучмы о ликвидации статуса крымских политических партий.
7 декабря 1996 года Компартия Крыма выступила против законопроекта Верховной Рады Украины «О выводе иностранных войск, размещенных на территории Украины». 23 декабря 1996 года был убит член КПК и глава администрации Раздольненского района Леонид Рябик.
20 января 1997 года Коммунистическая партия Крыма провела митинг в годовщину референдума 1991 года «О воссоздании Крымской АССР». В августе 1997 года Коммунисты Крыма организовали акции протеста против учений Си Бриз и НАТО.
В 1997 году законодательство Украины было изменено, Коммунистическая партия Крыма самоликвидировалась и вошла в структуру Коммунистической партии Украины.

## Позиция
Идеологической основой партии декларировались марксизм-ленинизм и интернационализм. Компартия Крыма выступала за воссоздания СССР и критикой Беловежских соглашений. Одной из её позиций было единство восточнославянских народов и сохранение памятников времён СССР.
Лидер партии Леонид Грач выступал за досрочный роспуск Верховного Совета Автономной Республики Крым II созыва, а также за досрочное прекращение полномочий Президента Украины Леонида Кучмы.

## Партийная печать
7 ноября 1992 года вышел первый номер партийной газеты «Наш голос», который позже стал называться «Коммунист Крыма». Также Компартия Крыма является учредителем таких газет как: «Гласность», «Трудовая слава», «Коммунист», «Феодосийская искра», «Коммунист Присивашья», «Слово коммуниста» и «За единство».